# Rudolf Lüters
Rudolf Lüters (* 10. Mai 1883 in Darmstadt; † 24. Dezember 1945 in Krasnogorsk) war ein deutscher General der Infanterie im Zweiten Weltkrieg.

## Leben
Lüters trat am 2. November 1902 als Fahnenjunker in das Infanterie-Regiment „Prinz Carl“ (4. Großherzoglich Hessisches) Nr. 118 ein und wurde dort am 18. Juni 1903 zunächst zum Fähnrich und am 24. April 1904 zum Leutnant befördert. 1909 ernannte man ihn zum Adjutanten des III. Bataillons und beförderte ihn am 18. April 1913 zum Oberleutnant. Als solcher erhielt Lüters am 1. Oktober die Kommandierung an die Kriegsschule Potsdam, um als Inspektionsoffizier tätig zu werden.
Mit Ausbruch des Ersten Weltkriegs übernahm Lüters als Chef eine Kompanie im Reserve-Infanterie-Regiment Nr. 88 und kam mit der Einheit an der Westfront zum Einsatz. Im September wurde Lüters erstmals verwundet, am 24. Dezember 1914 zum Hauptmann befördert und nach seiner Genesung Mitte Juni 1915 Kompaniechef im Infanterie-Regiment „Kaiser Wilhelm“ (2. Großherzoglich Hessisches) Nr. 116. Nach seiner Rückkehr an die Front wurde er am 1. Oktober 1915 ein weiteres Mal verwundet und nach Lazarettaufenthalt und Genesung am 27. Januar 1916 zum Führer des Rekruten-Depots der 56. Infanterie-Division ernannt. Diesen Posten gab er mit der Ernennung zum Bataillonskommandeur in seinem Stammregiment am 10. Mai 1916 wieder ab und stand bis Kriegsende an der Front. Nachdem er bereits beide Klassen des Eisernen Kreuzes sowie das Ritterkreuz des Königlichen Hausordens von Hohenzollern mit Schwertern erhalten hatte, wurde Lüters am 30. September 1918 mit dem Orden Pour le Mérite ausgezeichnet. Für sein Wirken während des Krieges erhielt er außerdem das Verwundetenabzeichen in Schwarz und die Hessische Tapferkeitsmedaille.
Nach Kriegsende erfolgte seine Übernahme in die Reichswehr und seine weitere Verwendung als Kompaniechef in verschiedenen Regimentern. Vom 1. Oktober 1920 bis 31. Januar 1925 war er in dieser Funktion im 15. Infanterie-Regiment tätig und wurde unter gleichzeitiger Beförderung zum Major am 1. Februar 1925 in den Stab des Infanterieführers VI in Münster versetzt. Lüters kehrte am 1. Februar 1928 zum 15. Infanterie-Regiment zurück und übernahm als Kommandeur das I. Bataillon in Gießen. Gleichzeitig fungierte er als Landeskommandant Hessen und wurde am 1. Januar 1930 zum Oberstleutnant befördert. Vom 1. Dezember 1930 bis 31. Januar 1933 war er im Stab der 5. Division in Stuttgart tätig und wurde am 1. Oktober 1932 Oberst. Anschließend setzte man Lüters ab 1. Februar 1933 als Kommandeur des 1. (Preußisches) Infanterie-Regiments in Königsberg ein. In den kommenden Jahren fungierte er als Inspekteur verschiedener Wehrersatz-Inspektionen: zunächst in Breslau vom 1. Juni 1935 bis 31. Mai 1938 und dann bis 5. Mai 1941 in Graz. In diesen Zeitraum fielen auch seine Beförderungen zum Generalmajor am 1. August 1935 sowie zum Generalleutnant am 1. Oktober 1938.
Während des Zweiten Weltkriegs ernannte man Lüters am 6. Mai 1941 zum Kommandeur der 223. Infanterie-Division, die er auch beim Überfall auf die Sowjetunion bis zum 19. Oktober 1942 befehligte. Anschließend versetzte man ihn kurzzeitig in die Führerreserve und ernannte ihn am 1. November 1942 zum Befehlshaber der deutschen Truppen in Kroatien. Am 1. Februar 1943 erfolgte seine Beförderung zum General der Infanterie und am 30. April 1943 erhielt er das Deutsche Kreuz in Gold. Aus dem Stab seiner Kommandostelle wurde im August 1943 das XV. Gebirgs-Korps gebildet und Lüters am 25. August zum Kommandierenden General des Korps ernannt.
Im Fall Schwarz, einer großen Offensive gegen Partisanen der Jugoslawischen Volksbefreiungsarmee am Sutjeska-Fluss in Bosnien im Mai und Juni 1943, hatte Lüters neben Alexander Löhr den Oberbefehl. Lüters gab am 10. Juni den Befehl aus, kein Mann im waffenfähigen Alter dürfe den Einschließungsring lebend verlassen. Die 1. Gebirgs-Division beispielsweise erschoss 411 von 498 Gefangenen.
Er gab sein Kommando am 31. Oktober wieder ab, wurde bis 11. Dezember 1943 ein weiteres Mal in die Führerreserve versetzt und dann kurzzeitig zum Befehlshaber des Auffrischungsstabes Süd ernannt. Am 1. Januar 1944 kam er letztmals in die Führerreserve. Zum 31. Juli 1944 wurde Lüters dann ehrenvoll aus der Wehrmacht entlassen und in den Ruhestand versetzt.
Vom 22. Mai 1945 an befand Lüters sich in sowjetischer Kriegsgefangenschaft, in der er am 24. Dezember 1945 verstarb.